# 극장판 일곱 개의 대죄: 천공의 포로
《극장판 일곱 개의 대죄: 천공의 포로》(일본어: 劇場版 七つの大罪 天空の囚われ人)는 2018년 공개된 일본의 애니메이션 영화이다.

## 성우진
주연
- 카지 유우키 - 멜리오다스 역
- 아마미야 소라 - 엘리자베스 역
- 쿠노 미사키 - 호크 역
- 유우키 아오이 - 다이앤 역
- 스즈키 타츠히사 - 반 역
- 후쿠야마 쥰 - 킹 역
- 사카모토 마아야 - 멀린 역
- 스기타 토모카즈 - 에스카노르 역

조연
- 요나가 츠바사 - 소라다 역
- 토마츠 하루카 - 엘라테 역
- 스즈키 레이코 - 바네사 역
- 오오츠카 아키오 - 조리아 역
- 모리카와 토시유키 - 벨리온 역
- 히카사 요코 - 갈라